# Xã Jessup, Quận Susquehanna, Pennsylvania
Xã Jessup (tiếng Anh: Jessup Township) là một xã thuộc quận Susquehanna, tiểu bang Pennsylvania, Hoa Kỳ. Năm 2010, dân số của xã này là 536 người.